# Fleur de poison 3 : La Dernière Séduction
Pour les articles homonymes, voir Poison Ivy.
Série
Fleur de poison 2 : Lily
(1996) Fleur de poison 4 : La Société secrète
(2008)
Pour plus de détails, voir Fiche technique et Distribution.
Fleur de poison 3 : La Dernière Séduction (Poison Ivy: The New Seduction) est un film américain de 1997 réalisé par Kurt Voss et avec pour acteurs principaux Kurt Voss et Jaime Pressly. Il s'agit du troisième volet de la série des films Fleur de poison.

## Fiche technique
- Titre français : Fleur de poison 3 : La Dernière Séduction
- Titre québécois : Fleur de poison 3 : La Dernière Séduction
- Titre original : Poison Ivy: The New Seduction
- Réalisation : Anne Goursaud
- Scénario : Kurt Voss
- Producteur : Paul Hertzberg et Catalaine Knell
- Musique : Reg Powell
- Langue : Anglais
- Photographie : Feliks Parnell
- Montage : John Rosenberg
- Décors : Mina Javid
- Pays :  États-Unis
- Langue : anglais
- Format : couleur - 1,85 : 1 - Ultra Stereo
- Date de sortie en vidéo :  États-Unis : 20 mai 1997

## Distribution
- Jaime Pressly : Violet 
  - Tenaya Erich : Violet à 8 ans
- Megan Edwards : Joy Greer
  - Trishalee Hardy : Joy à 9 ans
- Michael Des Barres : Ivan Greer
- Greg Vaughan : Michael
- Susan Tyrrell : Mme B
- Sabrinah Christie : Ivy à 9 ans
- Merete Van Kamp : Catherine Greer
- Gregory Vignolle : Alvaro
- Athena Massey : Rebecca
- Shanna Moakler : Jaimie
- Terence Paul Winter : Ethan
- Susan Ward : Sandy, la fille à la fête
- Michael McLafferty : Scott, le gars à la fête

Source et légende : Version québécoise (VQ) sur Doublage.qc.ca.